# Pastoral

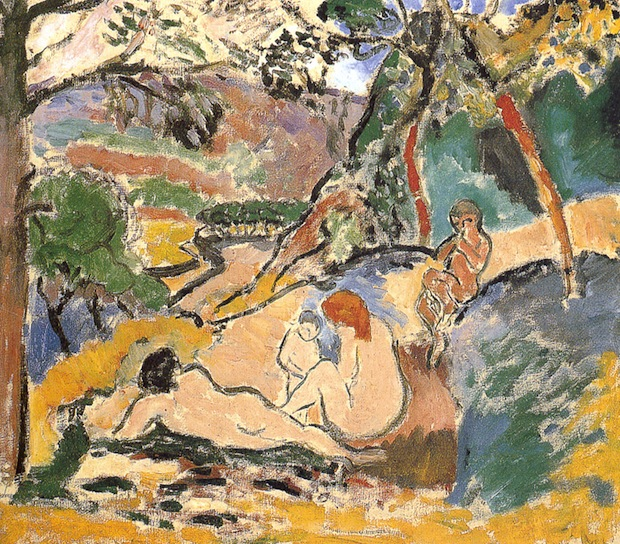
Pastoral av Henri Matisse (1905).

Pastoral är ett begrepp framför allt inom litteraturen, konsten och musiken och betecknar något idylliskt, något som präglas av (lantlig) enkelhet och fridfullhet. Se bland annat Lars-Erik Larssons Pastoralsvit,  Beethovens Pastoralsymfoni, Schuberts Rosamunda och Nevil Shutes roman Pastoral.
Ordet är bildat av latinets pastoralis med samma betydelse av latinets pastor som betyder 'herde'.